# Christian Holst (arkitekt)
 For alternative betydninger, se Christian Holst. (Se også artikler, som begynder med Christian Holst)
Mathias Christian Holst (født 3. juni 1882 på Blendstrupgård ved Randers, død 25. maj 1968) var en dansk arkitekt.
Holst var uddannet murersvend fra Randers Tekniske Skole (1904) og arkitekt fra Kunstakademiet i København (1918)

## Værker
- Jarmers Plads 2, Østifternes Kreditforening med Aage Holst og Erik Holst
- Ulrikkenborg skole i Lyngby (1950-52) med Aage Holst, Erik Holst og Palle Jacobsen
- Søndermarksskolen i Horsens (1948-51) med Aage Holst, Erik Holst og Palle Jacobsen
- Henrikshave i Vedbæk (1965) med Aage Holst og Erik Holst
- Murermestervilla, Kentiavej, Amager (1927)